# Kemah (Texas)
Kemah is een plaats (city) in de Amerikaanse staat Texas, en valt bestuurlijk gezien onder Galveston County.

## Demografie
Bij de volkstelling in 2000 werd het aantal inwoners vastgesteld op 2330.
In 2006 is het aantal inwoners door het United States Census Bureau geschat op 2475, een stijging van 145 (6.2%).

## Geografie
Volgens het United States Census Bureau beslaat de plaats een oppervlakte van
4,7 km², waarvan 4,6 km² land en 0,1 km² water.

## Plaatsen in de nabije omgeving
De onderstaande figuur toont nabijgelegen plaatsen in een straal van 8 km rond Kemah.